# Сан-Бартоломеу-душ-Галегуш
Сан-Бартоломеу-душ-Галегуш (порт. São Bartolomeu dos Galegos)  —  район (фрегезия) в Португалии,  входит в округ Лиссабон. Является составной частью муниципалитета  Лориньян. По старому административному делению входил в провинцию Эштремадура. Входит в экономико-статистический  субрегион Оэште, который входит в Центральный регион. Население составляет 1041 человек на 2001 год. Занимает площадь 12,52 km² км².
Покровителем района считается Апостол Варфоломей (порт. São Bartolomeu). 

## Демография
| 1963  | 1991  | 2001  |
| 1 570 | 1 062 | 1 041 |